# Christi Himmelfahrt (Kaufbeuren-Neugablonz)

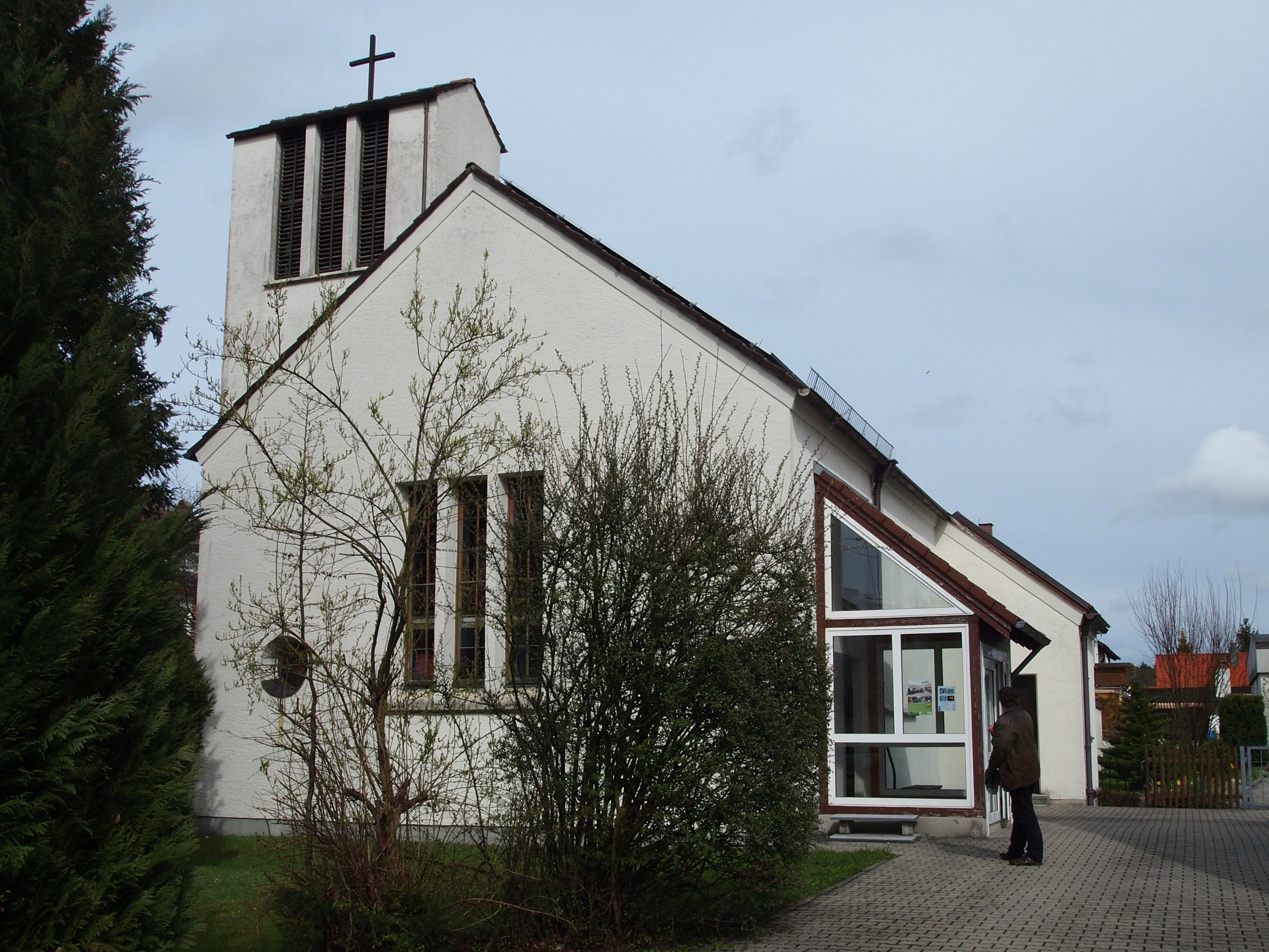
Kirche Christi Himmelfahrt

Christi Himmelfahrt ist der Name der Pfarrkirche der Katholischen Pfarrgemeinde der Alt-Katholiken Kaufbeuren-Neugablonz.

## Baugeschichte
Die Kirche wurde 1953 nach Plänen des Neugablonzer Architekten Eduard Pietsch erbaut, nachdem die Gemeinde von 1946 an zunächst in St. Dominikus in Kaufbeuren ihre Gottesdienste feierte. Ihr Patrozinium ist dem Heilsgeheimnis der Himmelfahrt Christi gewidmet.

## Ausstattung
Im apsidial gestalteten Chor ist in Uncialis der Beginn der „Kleinen Doxologie“ zu lesen: Ehre sei dem Vater und dem Sohn und dem Heiligen Geist.
Über dem freistehenden marmornen Altar schwebt ein goldenes Kreuz, in dessen Mitte ein Bergkristall eingelassen ist.
In den vierfüßigen aus Metall gefertigten Ambo ist stirnseitig eine Marmorplatte eingelassen, die mittig ein aufgeschlagenes Buch zeigt. Durch eine Inschrift („EVAN-GELIUM“) wird dieses als Evangelienbuch ausgewiesen, aus dem das Christusmonogramm aufsteigt, während eine mit ihrem nimbusbekröntem Kopf und ihren Flügeln nach unten weisende Taube als Symbol des Heiligen Geistes unterhalb des Evangeliars dargestellt ist.
Auf der vom Eingang aus rechten Seite befindet sich eine Pietà aus Juramarmor, die von Otto Kobel geschaffen wurde.